# Inespal
Inespal, acrónimo de Industria Española del Aluminio, fue una empresa española de participación pública, filial del Instituto Nacional de Industria (INI), dedicada a la fabricación de aluminio. Fundada en 1985, llegó a tener instalaciones en Alicante, Avilés, en La Coruña y en San Ciprián. La planta de San Ciprián se situó en terrenos de los ayuntamientos de Cervo y Jove, arrancando sus 512 cubas de electrólisis el 3 de junio de 1977. Fue vendida a Alcoa, convirtiéndose en Alcoa-Inespal.